# Vilém Pavlík
Vilém Pavlík (22. dubna 1908 Záblatí u Fryštátu – 29. března 1965 Kitchener) byl český a československý katecheta, ředitel kůru a římskokatolický aktivista a politik; poválečný poslanec Prozatímního Národního shromáždění za Československou stranu lidovou. Po roce 1948 žil v exilu, kde působil jako kněz a biskup starokatolické církve.

## Biografie
Absolvoval Masarykův ústav hudby a zpěvu v Ostravě. Od roku 1927 byl ředitelem kůru v Rychvaldě u Fryštátu. Roku 1928 složil zkoušky a stal se katechetou. V letech 1928–1938 potom vyučoval náboženství na školách v Rychvaldě, Karviné a Prostřední Suché. V dubnu 1938 se stal ředitelem kůru a profesorem náboženství v Českém Těšíně. Po anexi Těšínska polskou armádou na podzim téhož roku zde setrval jako ředitel kůru. Za druhé světové války byl aktivní v odboji gestapo ho několikrát zatklo. V roce 1943 mu nacistické úřady nařídily vystěhování z Těšína. Nastoupil potom jako disponent v Čechách, kde nadále působil v odboji a prováděl sabotáže. V lednu 1945 na něj gestapo vydalo zatykač. Potají se vrátil na Těšínsko. V květnu 1945 přebíral moc do rukou československého státu. 3. května 1945 byl mezi těmi, kteří v Českém Těšíně opět vztyčili československou vlajku. Od června do října 1945 byl předsedou Místního národního výboru (starostou) v Českém Těšíně. Politicky se od roku 1928 angažoval v lidové straně.
V letech 1945-1946 byl poslancem Prozatímního Národního shromáždění za ČSL. Zde setrval do parlamentních voleb v roce 1946.
Po neúspěchu ve volbách v roce 1946 se vrátil na post předsedy Místního národního výboru v Českém Těšíně. Po únorovém převratu byl na nátlak komunistů z funkce sesazen. Odešel pak do exilu přes Německo a Itálii do Kanady, kam dorazil roku 1950. V letech 1950–1952 působil jako varhaník v české farnosti u sv. Antonína v Chathamu, pak založil realitní kancelář ve městě Kitchener. Byl aktivní v exilovém hnutí, byl například členem Cyrilometodějské ligy. V roce 1962 neúspěšně kandidoval do kanadského federálního parlamentu za stranu Social Credit Party of Canada. V druhé polovině 50. let vystoupil z římskokatolické církve a přešel do starokatolické církve, v níž byl v roce 1961 vysvěcen na kněze a stal se jejím biskupem v provincii Ontario. Zemřel na srdeční infarkt.